# لوسي داهل
لوسي داهل (بالإنجليزية: Lucy Dahl)‏ هي كاتبة سيناريو بريطانية، ولدت في 4 أغسطس 1965 في إنجلترا في المملكة المتحدة.

## وصلات خارجية
- لوسي داهل على موقع IMDb (الإنجليزية)
- لوسي داهل على موقع ألو سيني (الفرنسية)
- لوسي داهل على موقع أول موفي (الإنجليزية)
- لوسي داهل على موقع قاعدة بيانات الأفلام السويدية (السويدية)
- لوسي داهل على موقع قاعدة بيانات الفيلم (الإنجليزية)
- لوسي داهل على موقع كينوبويسك (الروسية)